# Équipe cycliste UAE Team ADQ
L'équipe cycliste UAE Team ADQ est une équipe cycliste féminine italienne. Elle a son siège à Sorgà, entre Vérone et Mantoue en Vénétie. Tatiana Guderzo en a fait partie de 2011 à 2014, Monia Baccaille de 2011 à 2014. Elle court avec une licence WorldTeam depuis 2020.
Elle possède l'équipe réserve UAE Team Development.

## Histoire de l'équipe

### Les premières années
L'équipe est créée en 2011 et est sponsorisée par le fabricant de bicyclette et ancien sprinteur italien Mario Cipollini afin de promouvoir sa marque de vélo, ainsi que par le fabricant de vêtements cycliste Giordana. 
Pour sa première saison, l'équipe se construit autour de la leader italienne Marta Bastianelli ainsi que la Britannique Nicole Cooke. Dès cette première saison, l'équipe est invitée à participer au Tour d'Italie, où Nicole Cooke s'impose à Vérone sur la 5e étape.
En 2012, la direction sportive est confiée à Luisiana Pegoraro. Au cours des saisons suivantes, l'équipe entre régulièrement dans le Top 10 mondial, notamment grâce aux succès de Tatiana Guderzo, Monia Baccaille, Shelley Olds, Marta Bastianelli et Chloe Hosking.

### L'équipe Alé - Cipollini
En 2014, le sponsor titre Giordana cède sa place à sa gamme de produits Alé. L'équipe prend alors le nom d'Alé-Cipollini.
Pour la saison 2017, l'équipe se renforce avec l'arrivée de 8 coureuses dont 2 seulement sont italiennes. L'équipe s'internationalise donc fortement.

### La fusion avec BTC City Ljubljana

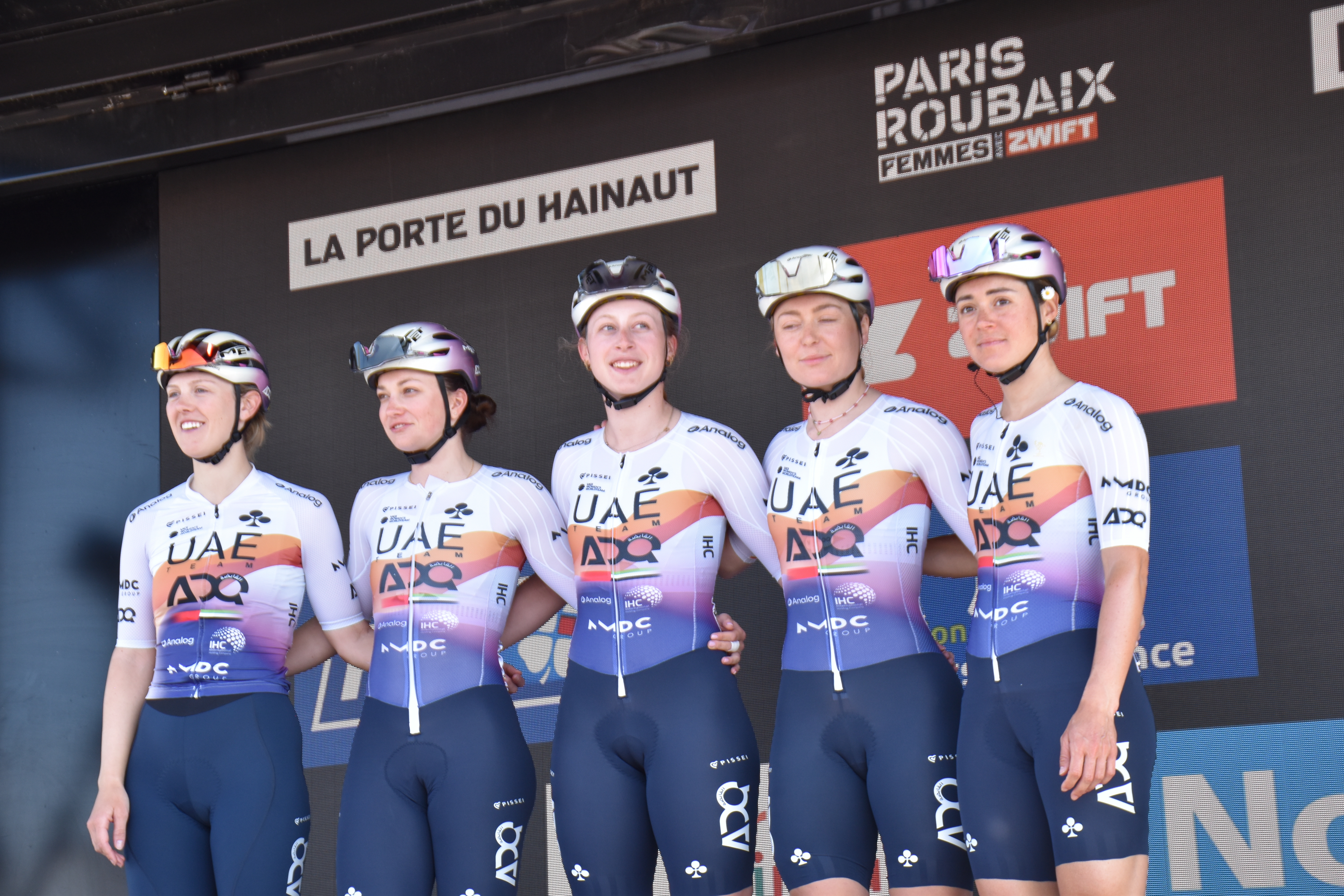
Présentation de l'équipe
Paris-Roubaix 2025.

À l'issue de la saison 2019, l'équipe annonce conserver sa place dans le World Tour, et avoir attiré le sponsor BTC City Ljubljana, un centre commercial de la capitale slovène, qui accompagnait jusqu'à présent l'équipe BTC City Ljubljana. L'équipe slovène disparait, et une partie de son effectif (6 coureuses) est donc repris par la structure italienne, qui s'appelle à partir de là Alé-BTC Ljubljana.

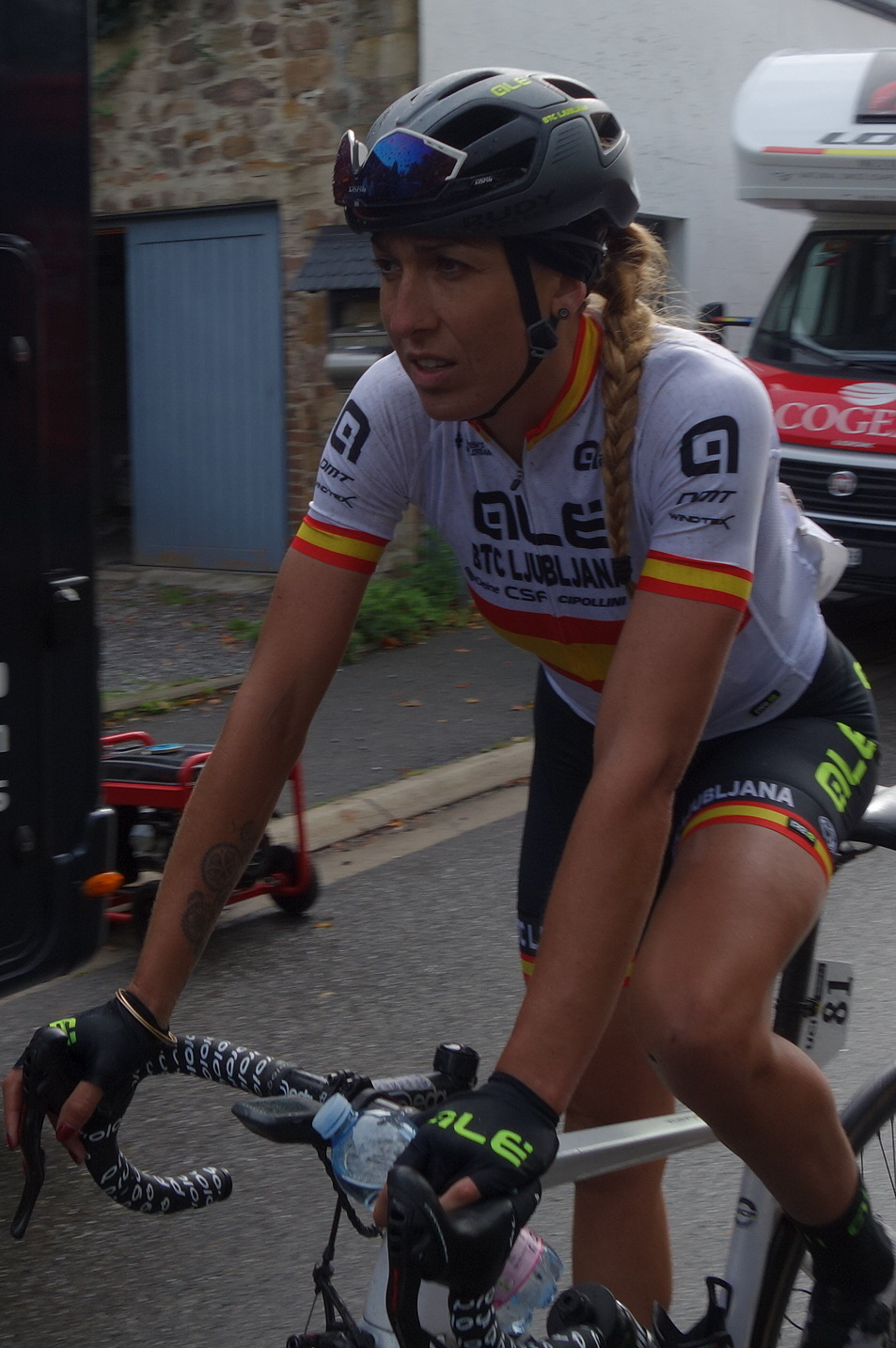
Mavi Garcia avec le maillot de championne d'Espagne, sous les couleurs d'Alé-BTC Ljubljana lors de la Flèche wallone 2020

Outre l'arrivée des coureuses issues de BTC, l'effectif se renouvelle fortement, avec le retour de Marta Bastianelli et Tatiana Guderzo, ainsi que l'arrivée de Mavi Garcia en qualité de leader.

### Le rapprochement avec UAE
En octobre 2021, l'équipe cycliste UAE Team Emirates souhaite adjoindre une équipe féminine à sa structure, et rachète donc le patronage de l'équipe italienne. Le nouveau maillot est dévoilé au mois de décembre, ainsi que le nouveau nom de l'équipe UAE Team ADQ. ADQ est un fond souverain émirati, dont le nom complet est Abu Dhabi Developmental Holding Company.
Pour la saison 2023, l'équipe reprend la structure Valcar pour en faire son équipe de développement, sous le nom de UAE Development.

## Classements UCI
Ce tableau présente les places de l'équipe au classement de l'Union cycliste internationale en fin de saison, ainsi que la meilleure cycliste au classement individuel de chaque saison.
| Classement UCI | Classement UCI         | Classement UCI                              | Classement UCI |
| Année          | Classement par équipes | Meilleure coureuse au classement individuel |                |
| -------------- | ---------------------- | ------------------------------------------- | -------------- |
| 2011           | 6e                     | Nicole Cooke (14e)                          |                |
| 2012           | 7e                     | Monia Baccaille (22e)                       |                |
| 2013           | 7e                     | Tatiana Antoshina (9e)                      |                |
| 2014           | 8e                     | Shelley Olds (9e)                           |                |
| 2015           | 9e                     | Shelley Olds (15e)                          |                |
| 2016           | 8e                     | Marta Bastianelli (16e)                     |                |
| 2017           | 8e                     | Chloe Hosking (13e)                         |                |
| 2018           | 8e                     | Marta Bastianelli (10e)                     |                |
| 2019           | 11e                    | Soraya Paladin (11e)                        |                |
| 2020           | 8e                     | Mavi García (14e)                           |                |
| 2021           | 5e                     | Marlen Reusser (6e)                         |                |
| 2022           | 7e                     | Marta Bastianelli (15e)                     |                |
| 2023           | 4e                     | Silvia Persico (10e)                        |                |
| 2024           | 5e                     | Karlijn Swinkels (13e)                      |                |
|                |                        |                                             |                |
| Source : UCI   |                        |                                             |                |

L'équipe a intégré la Coupe du monde dès sa création en 2011. Le tableau ci-dessous présente les classements de l'équipe sur ce circuit, ainsi que sa meilleure coureuse au classement individuel.
| Coupe du monde | Coupe du monde         | Coupe du monde                              | Coupe du monde |
| Année          | Classement par équipes | Meilleure coureuse au classement individuel |                |
| -------------- | ---------------------- | ------------------------------------------- | -------------- |
| 2011           | 6e                     | Nicole Cooke (13e)                          |                |
| 2012           | 8e                     | Monia Baccaille (15e)                       |                |
| 2013           | 16e                    | Marta Tagliaferro (39e)                     |                |
| 2014           | 9e                     | Shelley Olds (14e)                          |                |
| 2015           | 10e                    | Shelley Olds (13e)                          |                |
|                |                        |                                             |                |
| Source : UCI   |                        |                                             |                |

En 2016, l'UCI World Tour féminin vient remplacer la Coupe du monde.
| UCI World Tour | UCI World Tour         | UCI World Tour                              | UCI World Tour |
| Année          | Classement par équipes | Meilleure coureuse au classement individuel |                |
| -------------- | ---------------------- | ------------------------------------------- | -------------- |
| 2016           | 8e                     | Marta Bastianelli (16e)                     |                |
| 2017           | 8e                     | Chloe Hosking (10e)                         |                |
| 2018           | 8e                     | Chloe Hosking (17e)                         |                |
| 2019           | 10e                    | Soraya Paladin (11e)                        |                |
| 2020           | 12e                    | Mavi García (19e)                           |                |
| 2021           | 7e                     | Marlen Reusser (8e)                         |                |
| 2022           | 8e                     | Mavi García (13e)                           |                |
| 2023           | 4e                     | Silvia Persico (10e)                        |                |
| 2024           | 7e                     | Karlijn Swinkels (14e)                      |                |
|                |                        |                                             |                |
| Source : UCI   |                        |                                             |                |

## Principales victoires

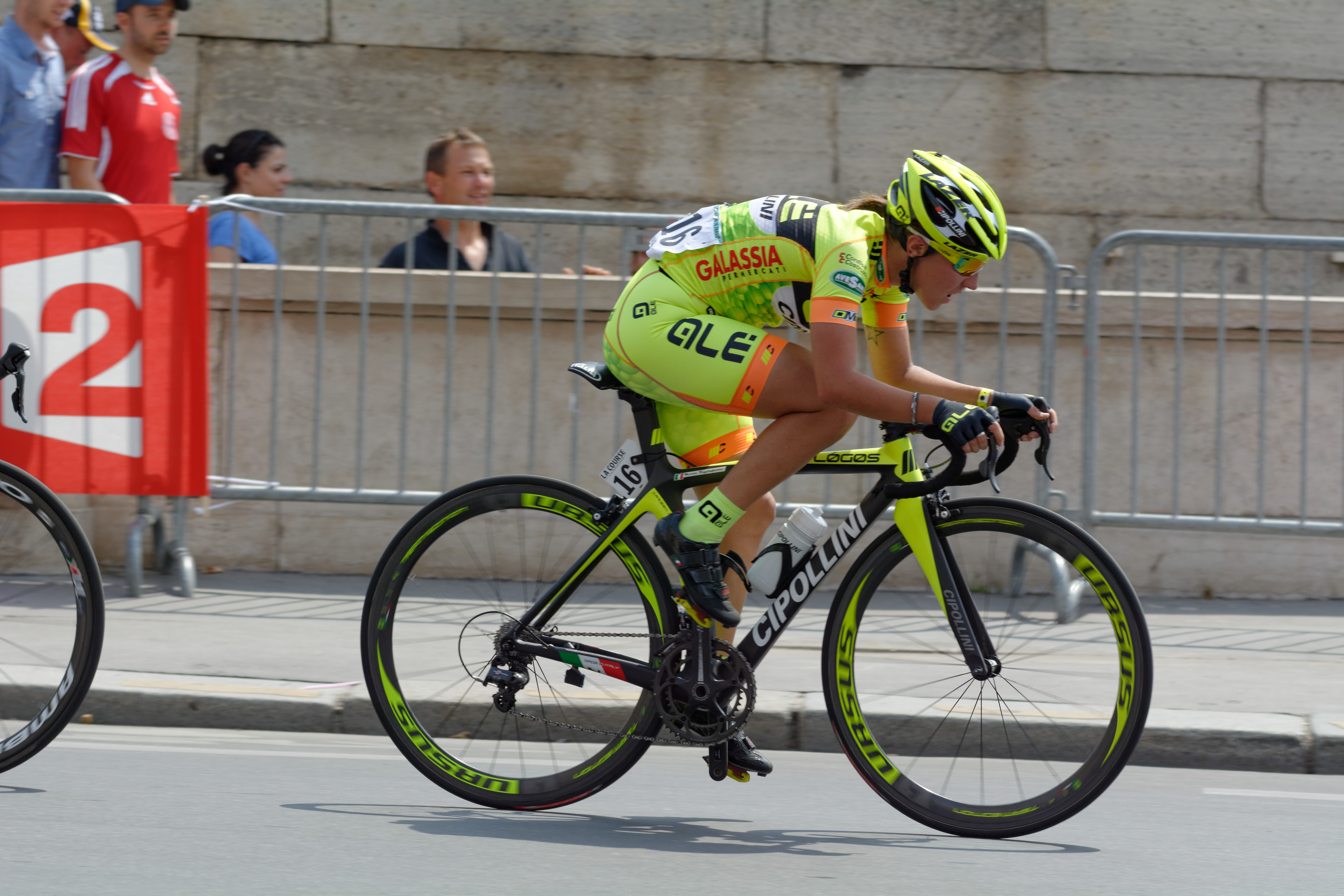
Marta Tagliaferro à La course by Le Tour de France 2014

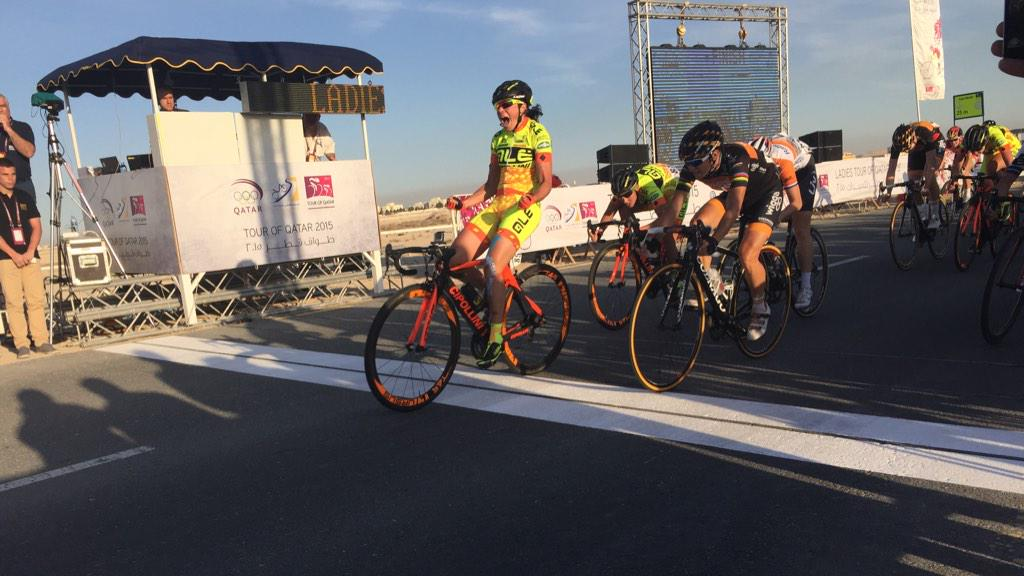
Annalisa Cucinotta remporte la 1re étape du Tour du Qatar 2015.

### Grands tours
- Tour d'Italie féminin
- Participations : 5 (2011, 2012, 2013, 2014, 2015)
  - Victoire d'étape : 1
    - 1 en 2011 : Nicole Cooke
    - 1 en 2015 : Annalisa Cucinotta

  - Classement annexe :
    - Maillot de la meilleure grimpeuse : 2015 (Flávia Oliveira)

### Compétitions internationales
- Championnats d'Europe sur route : 1
  - Course en ligne : 2018 (Marta Bastianelli)

### Championnats nationaux
Cyclisme sur route
- Championnats d'Espagne sur route : 4
  - Course en ligne : 2020 et 2021 (Margarita Victoria García)
  - Contre-la-montre : 2020 et 2021 (Margarita Victoria García)
- Championnats d'Italie sur route : 1
  - Contre-la-montre : 2012 (Tatiana Guderzo)
- Championnats du Japon sur route : 2
  - Course en ligne : 2019 (Eri Yonamine)
  - Contre-la-montre : 2019 (Eri Yonamine)
- Championnats de Lituanie sur route : 2
  - Course en ligne : 2017 (Daiva Tušlaitė)
  - Contre-la-montre : 2018 (Daiva Tušlaitė)
- Championnats de Pologne sur route : 1
  - Course en ligne : 2015 (Małgorzata Jasińska)
- Championnats de Russie sur route : 1
  - Contre-la-montre : 2013 (Tatiana Antoshina)
- Championnats de Serbie sur route : 2
  - Course en ligne : 2019 (Jelena Erić)
  - Contre-la-montre : 2019 (Jelena Erić)
- Championnats de Slovénie sur route : 2
  - Contre-la-montre : 2020 (Urška Žigart) et 2021 (Eugenia Bujak)
- Championnats de Suisse sur route : 2
  - Course en ligne : 2021 (Marlen Reusser)
  - Contre-la-montre : 2021 (Marlen Reusser)
- Championnats de Thaïlande sur route : 1
  - Course en ligne : 2020 (Jutatip Maneephan)

Piste
- Championnats d'Italie de cyclisme sur piste : 8
  - 500 m : 2011 (Elisa Frisoni)
  - Course aux points : 2016 (Maria Giulia Confalonieri)
  - Omnium : 2013 (Marta Tagliaferro)
  - Poursuite par équipes : 2013 et 2014 (Tatiana Guderzo et Marta Tagliaferro)
  - Scratch : 2011 (Tatiana Guderzo)
  - Vitesse individuelle : 2011 (Elisa Frisoni)
  - Vitesse par équipes : 2011 (Elisa Frisoni)

## Encadrement de l'équipe
| Année | Code UCI | Nom                   | Cat.       | Vélo       | Encadrement |
| ----- | -------- | --------------------- | ---------- | ---------- | --- |
| 2011  | MCG      | MCipollini Giambenini | WT         | MCipollini | Manager : Alessia Piccolo Dir. sportif : Walter Ricci Petitoni, Francesco Fabbri, Renato Valle                                                 |
| 2012  | MCG      | MCipollini Giambenini | WT         | MCipollini | Manager : Alessia Piccolo Dir. sportif : Luisiana Pegoraro                                                                                     |
| 2013  | MCG      | MCipollini Giordana   | WT         | MCipollini | Manager : Alessia Piccolo Dir. sportif : Luisiana Pegoraro, Claudio Cordioli                                                                   |
| 2014  | ALE      | Alé Cipollini         | WT         | MCipollini | Manager : Alessia Piccolo Dir. sportif : Luisiana Pegoraro                                                                                     |
| 2015  | ALE      | Alé Cipollini         | WT         | MCipollini | Manager : Alessia Piccolo Dir. sportif : Giovanni Fidanza, Fortunato Lacquaniti                                                                |
| 2016  | ALE      | Alé Cipollini         | WT         | MCipollini | Manager : Alessia Piccolo Dir. sportif : Fortunato Lacquaniti, Fabiana Luperini                                                                |
| 2017  | ALE      | Alé Cipollini         | WT         | MCipollini | Manager : Alessia Piccolo Dir. sportif : Fortunato Lacquaniti, Fabiana Luperini                                                                |
| 2018  | ALE      | Alé Cipollini         | WT         | MCipollini | Manager : Alessia Piccolo Dir. sportif : Fortunato Lacquaniti, Gulnara Fatkúlina                                                               |
| 2019  | ALE      | Alé Cipollini         | WT         | MCipollini | Manager : Alessia Piccolo Dir. sportif : Fortunato Lacquaniti, Giuseppe Lanzoni                                                                |
| 2020  | ALE      | Alé BTC Ljubljana     | World Team | MCipollini | Manager : Alessia Piccolo Dir. sportif : Fortunato Lacquaniti, Giuseppe Lanzoni, Gorazd Penko                                                  |
| 2021  | ALE      | Alé BTC Ljubljana     | World Team | MCipollini | Manager : Alessia Piccolo Dir. sportif : Fortunato Lacquaniti, Giuseppe Lanzoni, Gorazd Penko                                                  |
| 2022  | UAD      | UAE Team ADQ          | World Team | Colnago    | Manager : Rubens Bertogliati Dir. sportif : Fortunato Lacquaniti, Michele Devoti, Giuseppe Lanzoni, Gorazd Penko                               |
| 2023  | UAD      | UAE Team ADQ          | World Team | Colnago    | Manager : Rubens Bertogliati Dir. Sportif : Alejandro Gonzalez-Tabals, Cristina San Emeterio, Davide Arzeni, Nicolas Marche, Marcello Albasini |
| 2024  | UAD      | UAE Team ADQ          | World Team | Colnago    | Manager : Cherie Pridham Dir. Sportif : Alejandro Gonzalez-Tabals, Cristina San Emeterio, Davide Arzeni, Nicolas Marche, Marcello Albasini     |

## Partenaires
Le partenaire principal de l'équipe depuis sa fondation est la marque de bicyclettes Mario Cipollini. Le second partenaire depuis la création est Giordana, un fabricant de vêtement adapté au cyclisme. En 2014, c'est sa gamme de produit Alé qui apparait dans le titre de l'équipe. Les supermarchés Galassia financent également. En 2013, Giambenini, un architecte d'extérieur, ainsi que la société Gauss, sont également partenaires.
Les sponsors secondaires en 2014 sont DMT, Selle italia, Vagotex Lazer, Trenkwalker, Ursus, Avesani et Coati.

## Effectif actuel
| Effectif 2025                | Effectif 2025     | Effectif 2025       | Effectif 2025                     |
| Cycliste                     | Date de naissance | Pays                | Équipe précédente                 |
| ---------------------------- | ----------------- | ------------------- | --------------------------------- |
| Safia Al Sayegh              | 23 septembre 2001 | Émirats arabes unis |                                   |
| Alena Amialiusik             | 6 février 1989    | Biélorussie         | Canyon-SRAM Racing (2022)         |
| Elynor Bäckstedt             | 6 décembre 2001   | Royaume-Uni         | Lidl-Trek (2024)                  |
| Sofia Bertizzolo             | 21 août 1997      | Italie              | Liv Racing (2021)                 |
| Brodie Chapman               | 9 avril 1991      | Australie           | Lidl-Trek (2024)                  |
| Eleonora Gasparrini          | 25 mars 2002      | Italie              | Valcar-Travel & Service (2022)    |
| Lara Gillespie               | 21 avril 2001     | Irlande             | UAE Development Team (2024)       |
| Elizabeth Holden             | 12 septembre 1997 | Royaume-Uni         | Le Col-Wahoo (2022)               |
| Alena Ivanchenko             | 16 novembre 2003  | Russie              |                                   |
| Elisa Longo Borghini         | 10 décembre 1991  | Italie              | Lidl-Trek (2024)                  |
| Erica Magnaldi               | 24 août 1992      | Italie              | Ceratizit-WNT Pro Cycling (2021)  |
| Greta Marturano              | 14 juin 1998      | Italie              | Fenix-Deceuninck (2024)           |
| Tereza Neumanová             | 9 août 1998       | Tchéquie            | Liv Racing TeqFind (2023)         |
| Silvia Persico               | 25 juillet 1997   | Italie              | Valcar-Travel & Service (2022)    |
| Maëva Squiban                | 19 mars 2002      | France              | Arkéa-B&B Hotels Women (2024)     |
| Karlijn Swinkels             | 28 octobre 1998   | Pays-Bas            | Team Jumbo-Visma (2023)           |
| Sofie van Rooijen            | 13 juillet 2002   | Pays-Bas            | VolkerWessels (2024)              |
| Dominika Włodarczyk          | 27 janvier 2001   | Pologne             | MAT Atom Deweloper Wrocław (2023) |
| Paula Blasi (16 mai–31 déc.) | 19 février 2003   | Espagne             | Massi Baix Ter (2024)             |
|                              |                   |                     |                                   |
| Source : ProCyclingStats     |                   |                     |                                   |

## Saisons précédentes

Portraits
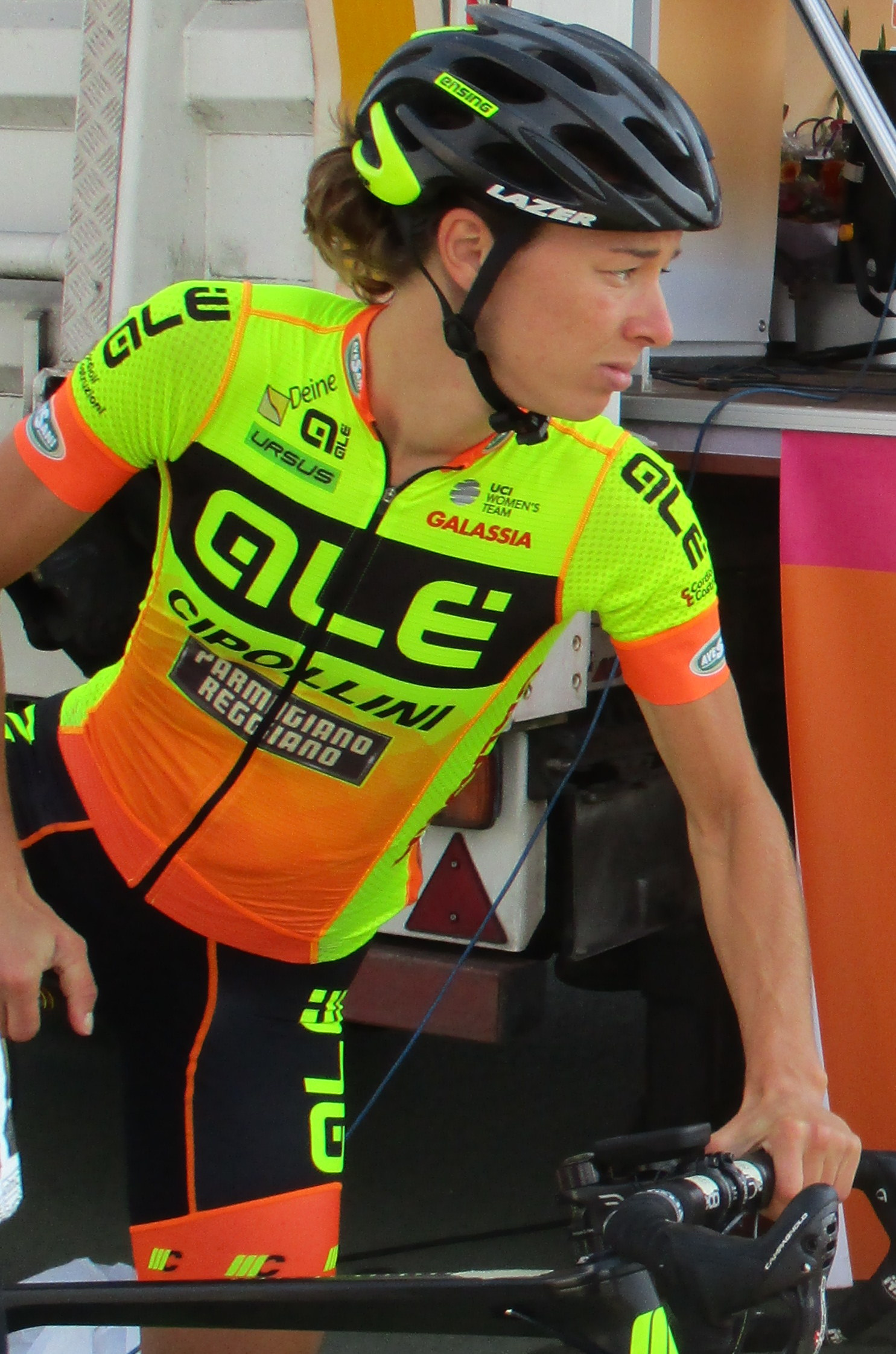
Janneke Ensing.
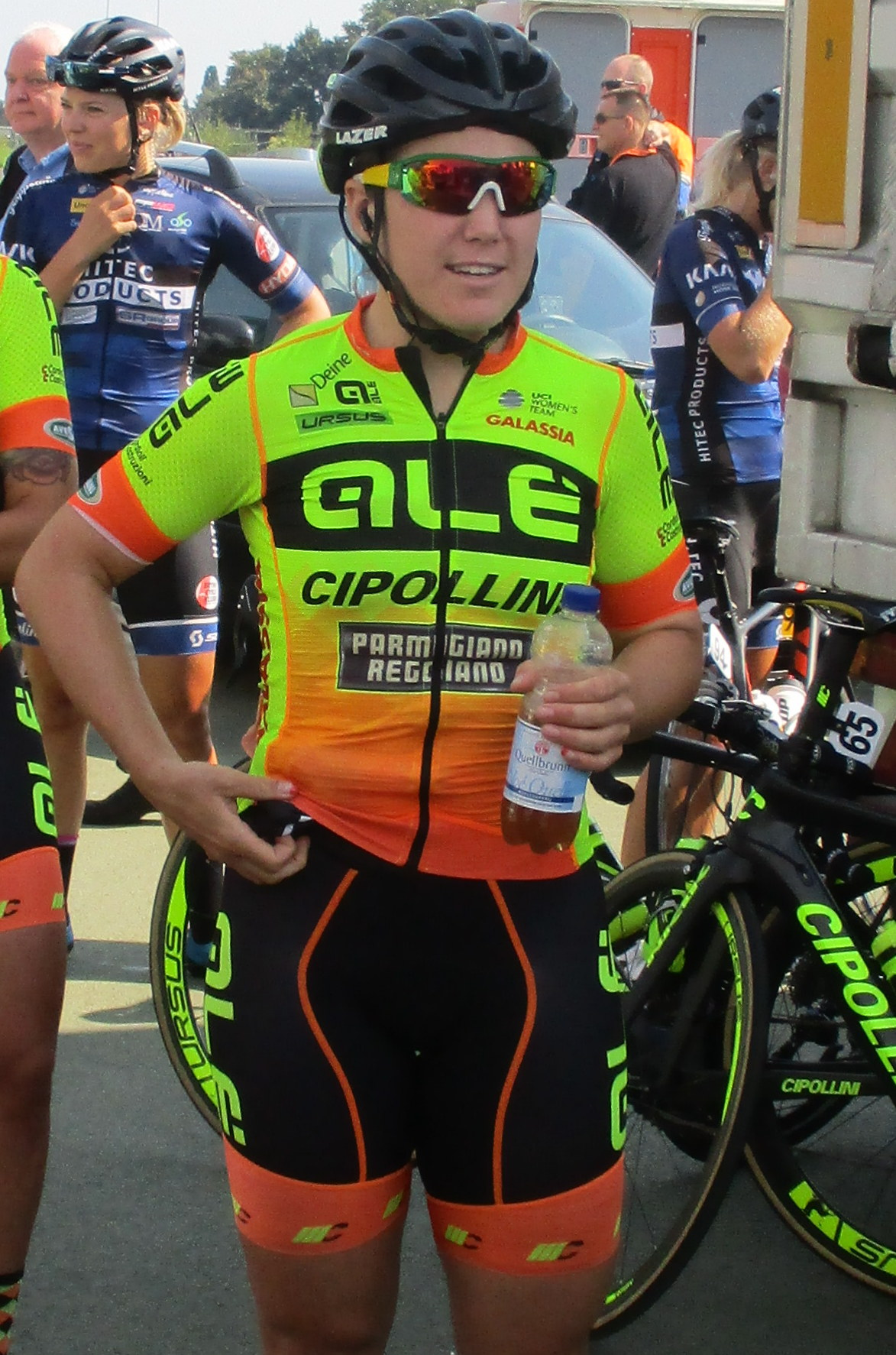
Chloe Hosking.
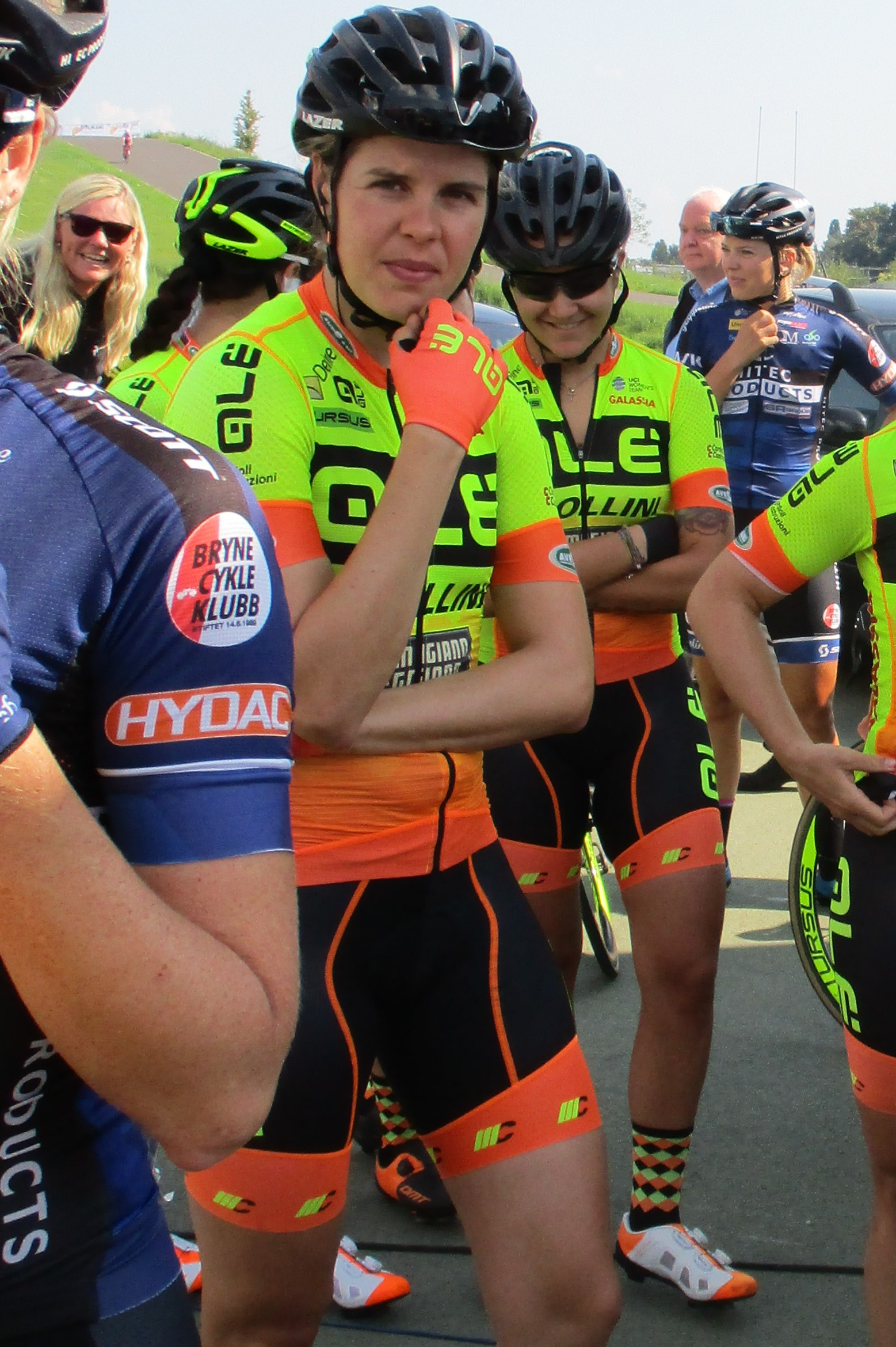
Romy Kasper.
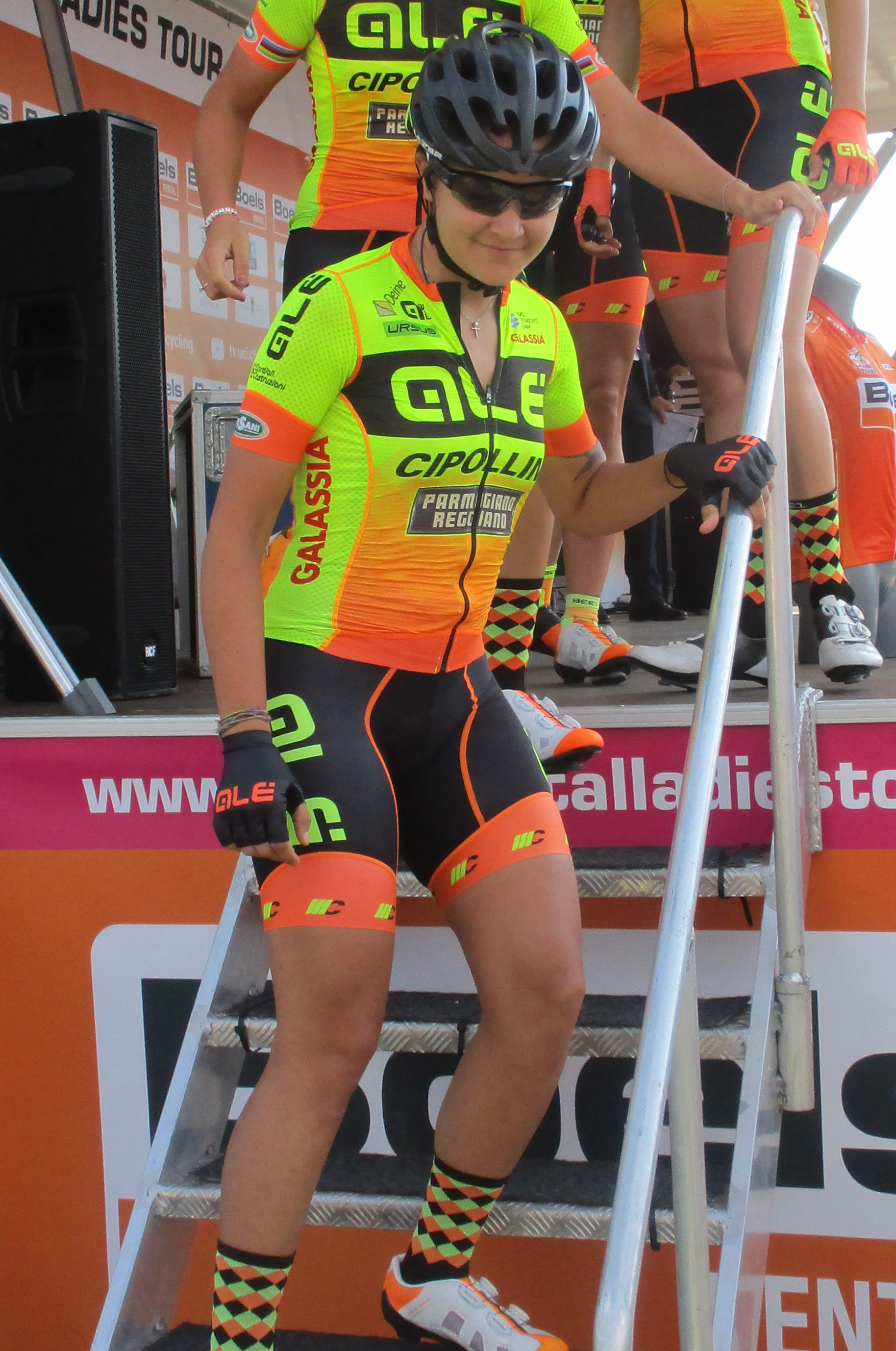
Soraya Paladin.
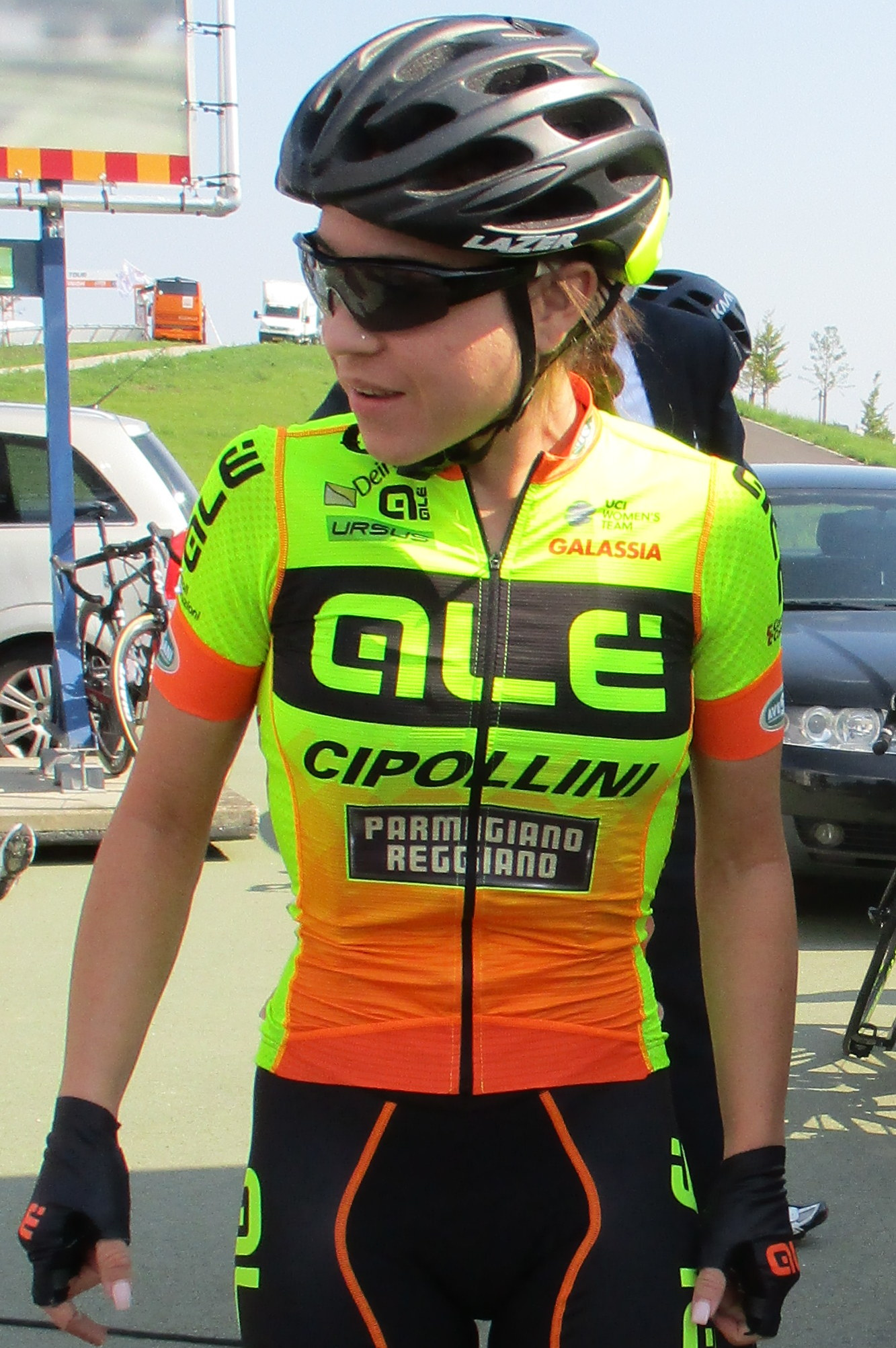
Anna Trevisi.
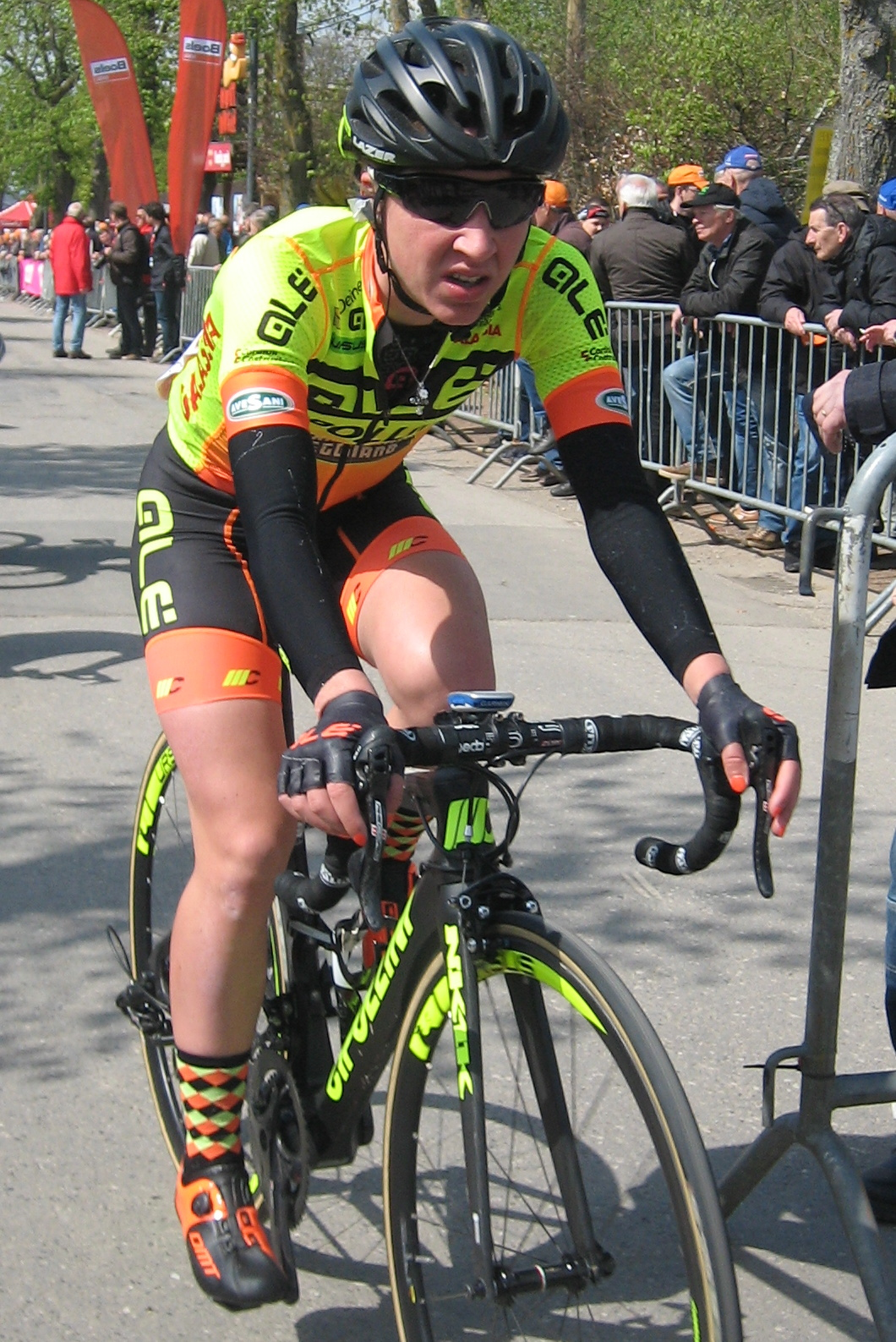
Anisha Vekemans.
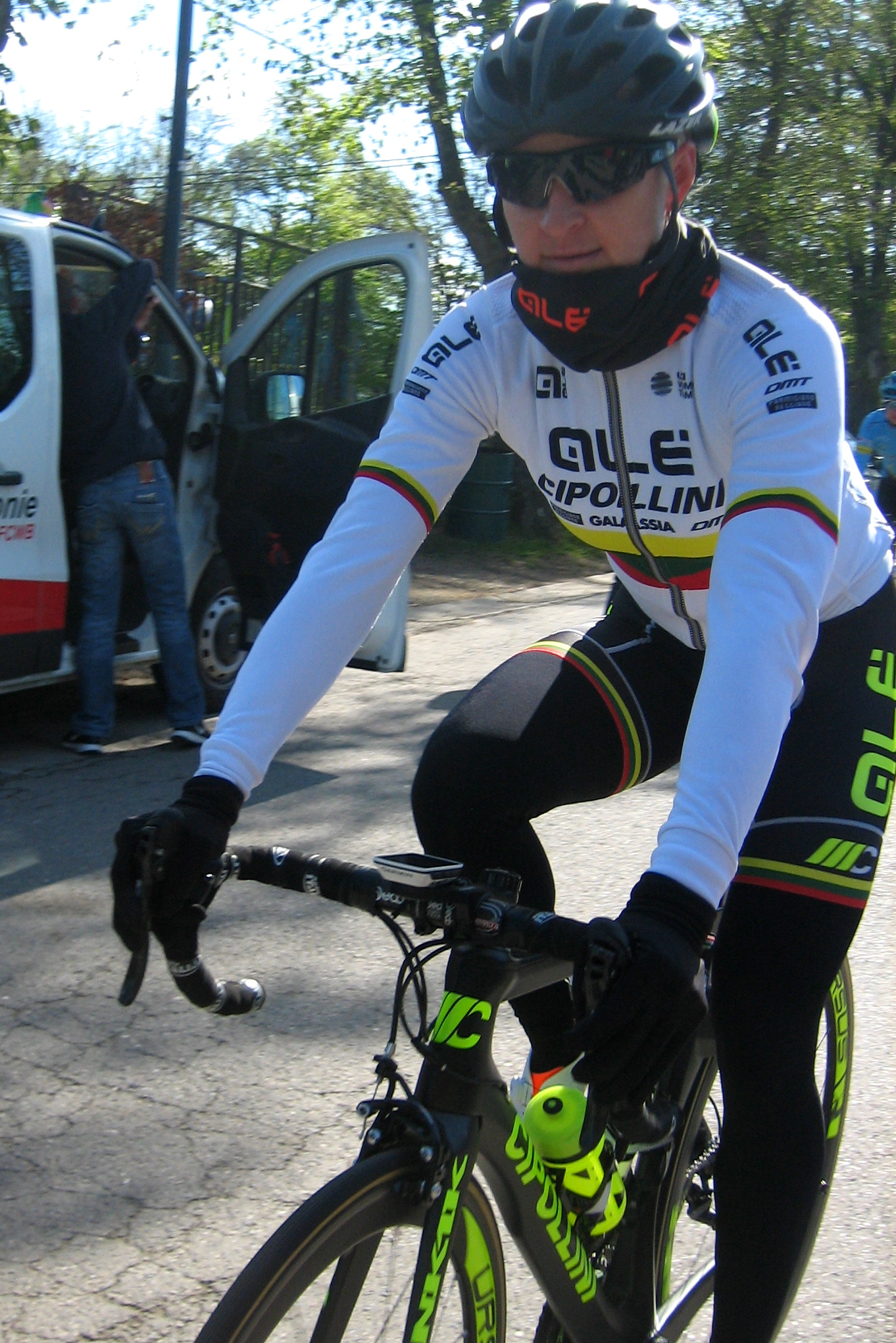
Daiva Tušlaitė.

Portraits
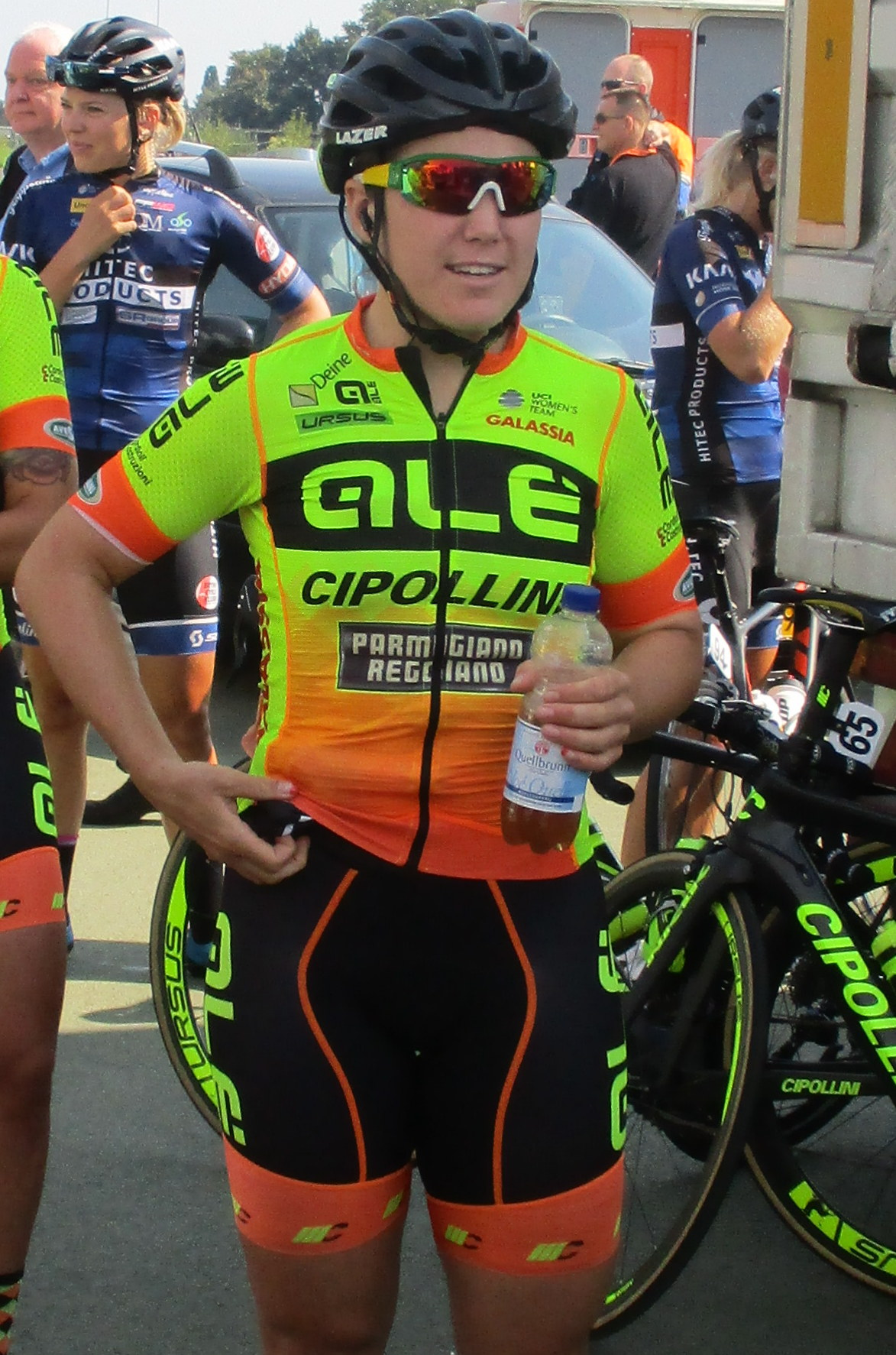
Chloe Hosking en 2017.
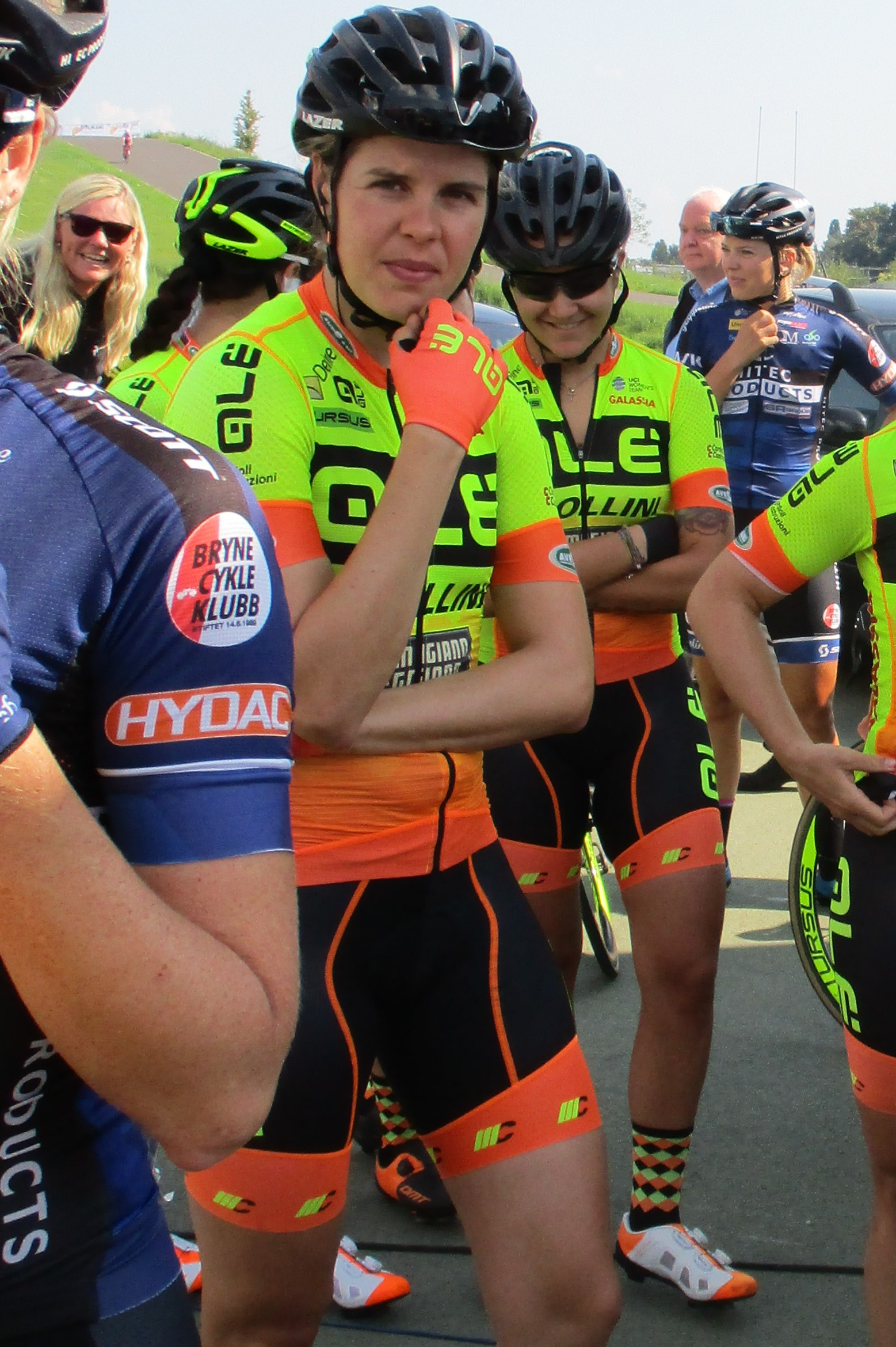
Romy Kasper en 2017.
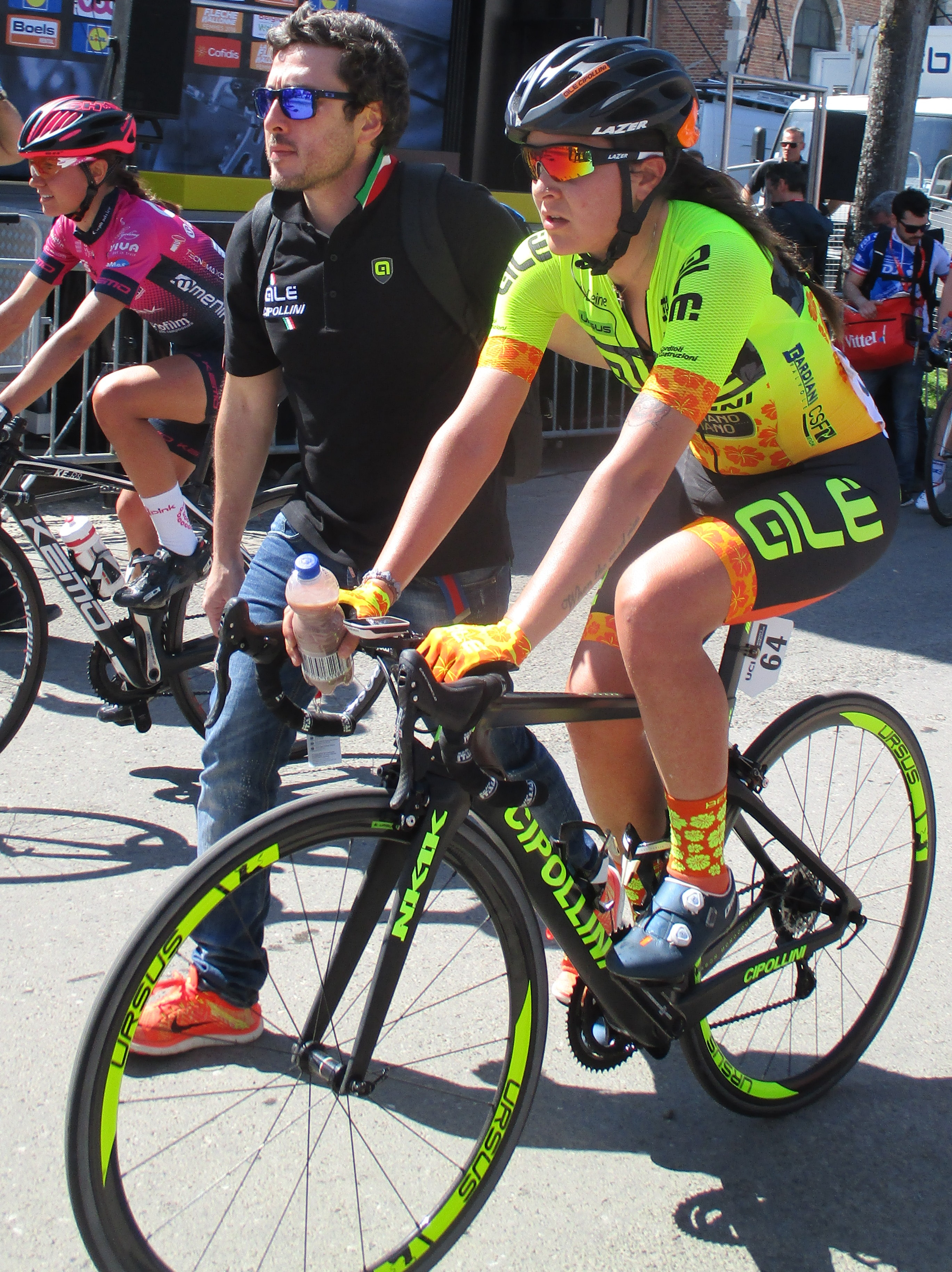
Soraya Paladin
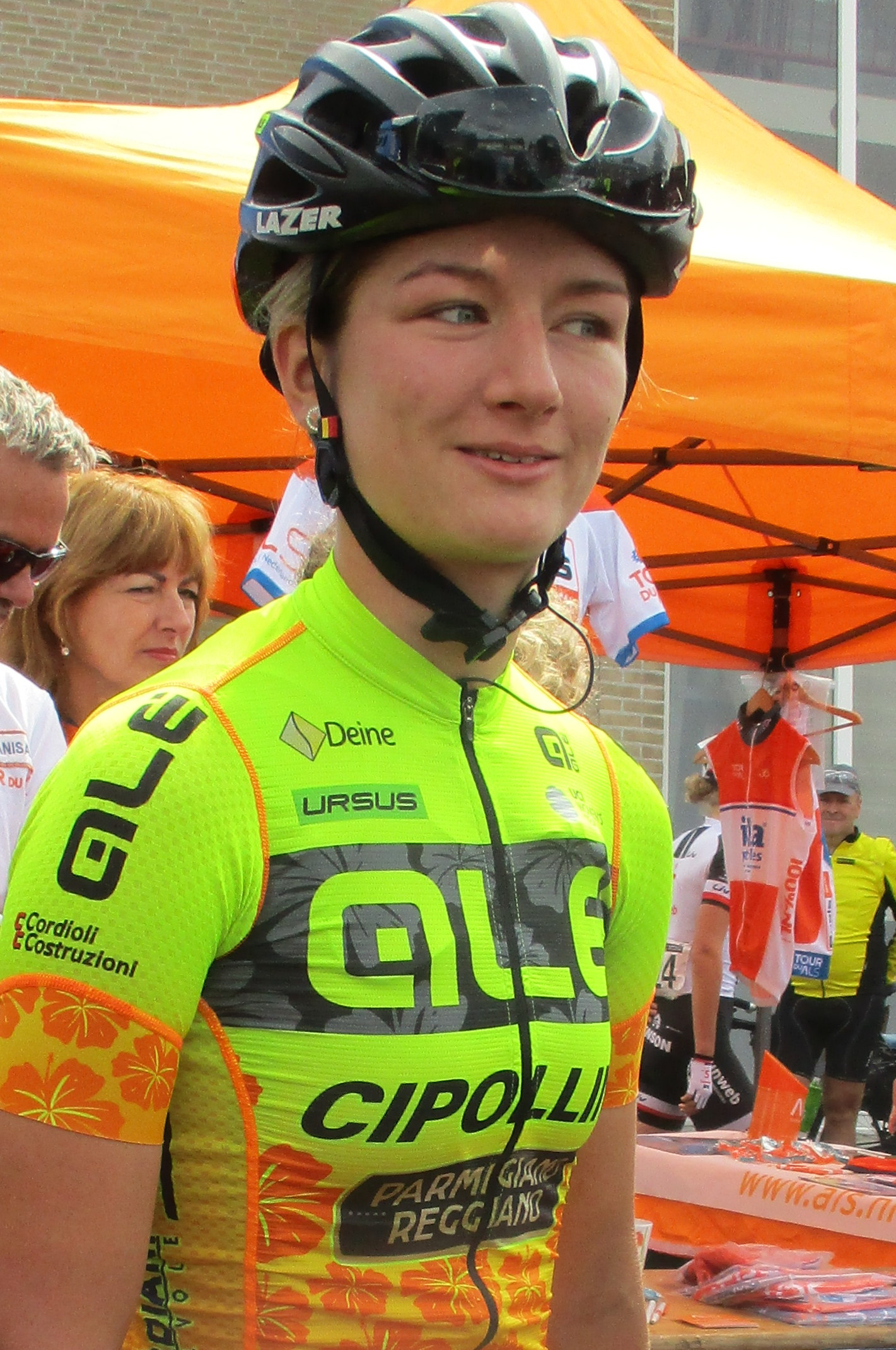
Karlijn Swinkels en 2018.
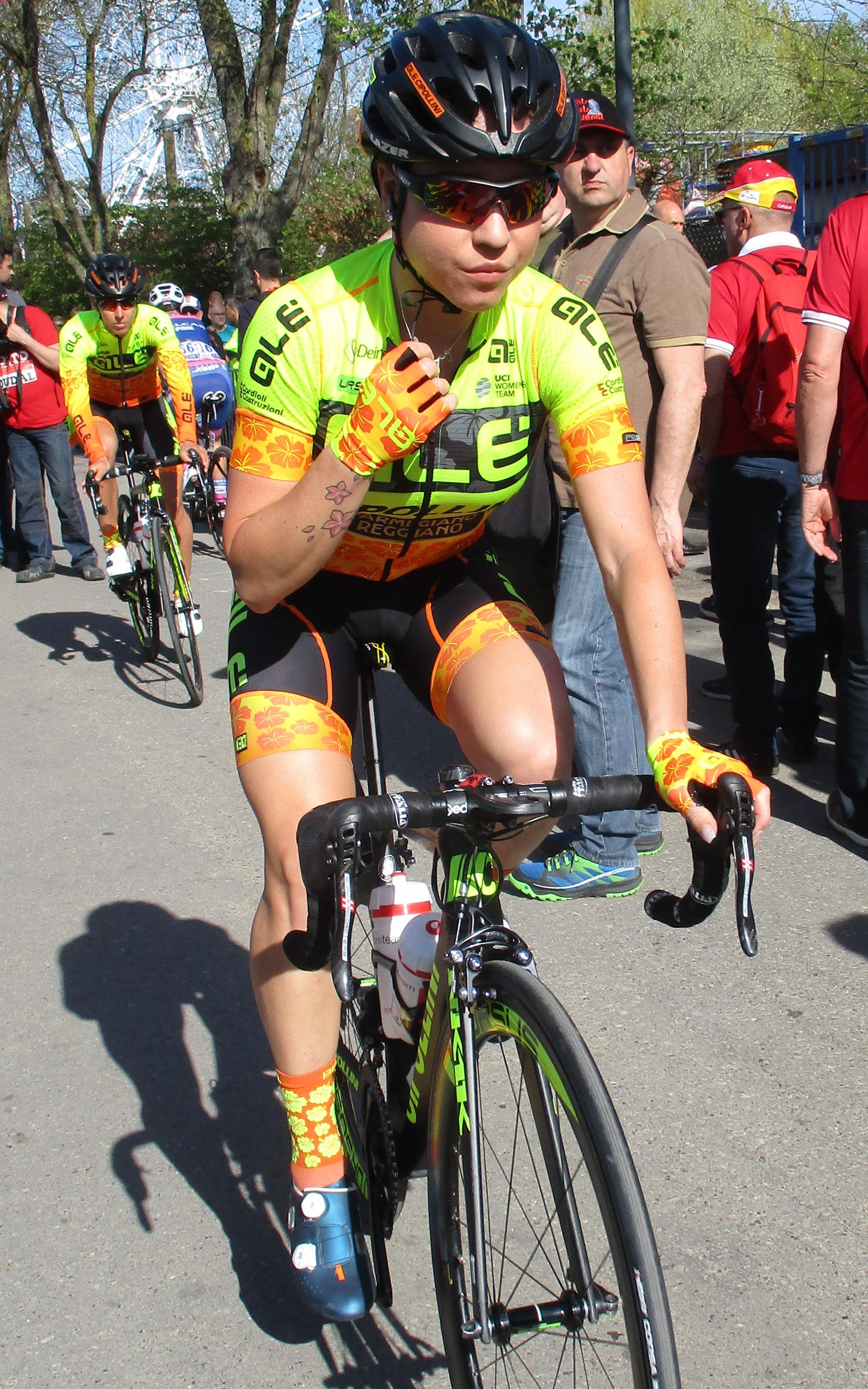
Anna Trevisi en 2018.
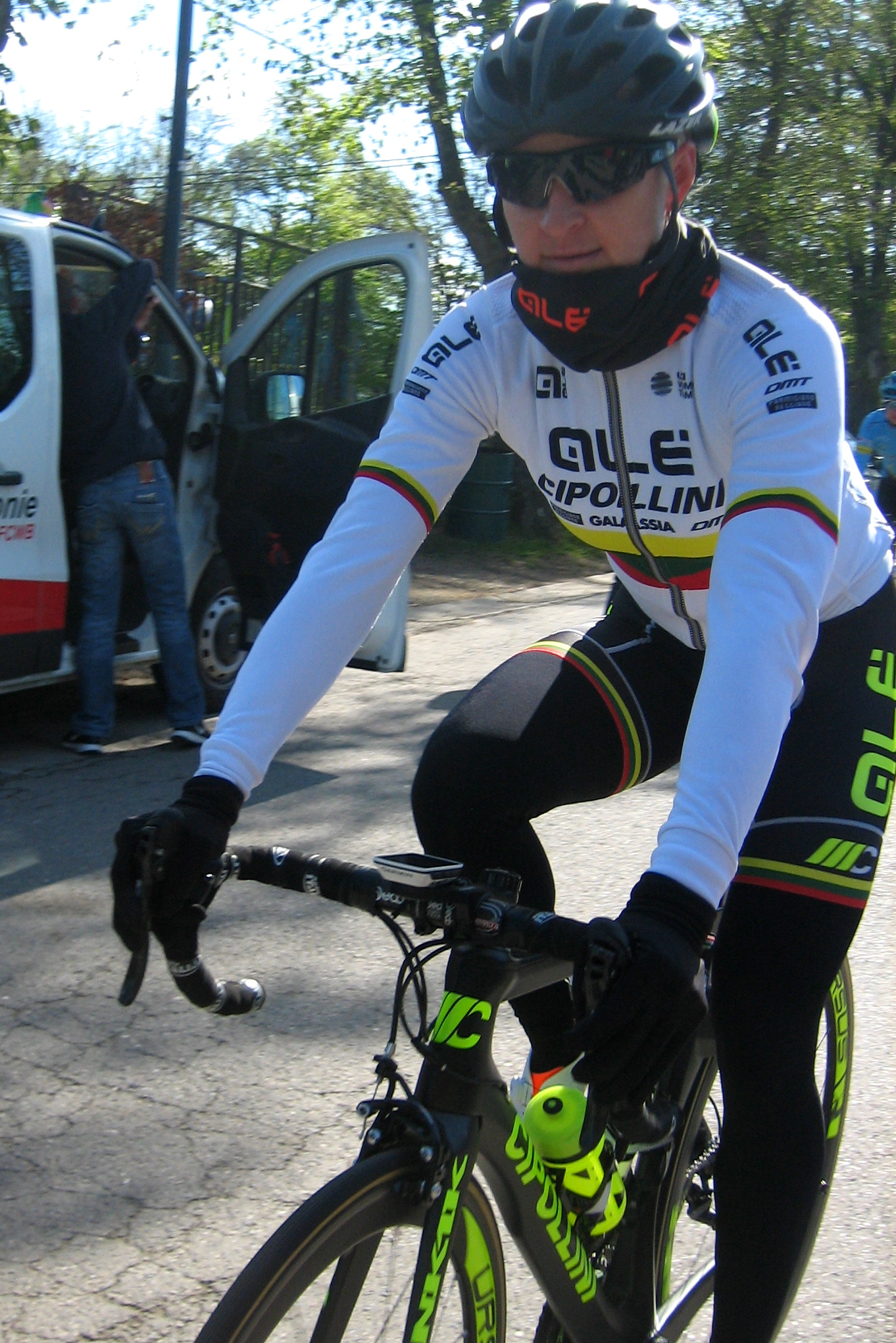
Daiva Tušlaitė en 2017.

- Alé Cipollini en 2018

- Alé BTC Ljubljana en 2020
- Alé BTC Ljubljana en 2021
- UAE Team ADQ en 2022
- UAE Team ADQ en 2023
- UAE Team ADQ en 2024